# Skulerud Station
Skulerud Station (Skulerud stasjon) var en jernbanestation på Urskog–Hølandsbanen, der lå i Aurskog-Høland kommune i Norge. Stationen var endestation for den 56 km lange bane fra Sørumsand.
Stationen åbnede som en del af Hølandsbanen fra Bjørkelangen 15. december 1898, men inden da var selskabet der byggede banen slået sammen med Urskogbanen til Urskog-Hølandsbanen (U.H.B.). Banens trafik bestod for en stor dels vedkommende af transport af tømmer. Ved Skulerud var der forbindelse til sø- og kanalsystemet Haldenvassdraget, mens Sørumsand i den modsatte ende af banen havde forbindelse til Kongsvingerbanen og Glomma. Stationen blev nedlagt sammen med banen 1. juli 1960.
Stationsbygningen blev opført i 1898 men er nu revet ned. Remisen eksisterer stadig, men drejeskiven der i sin tid fandtes ud for den er fjernet. Der er dog stadig rester af drejeskivegraven. I 2015-2016 påbegyndtes etableringen af to jernbanespor med 750 mm sporvidde i den sydøstlige del af stationsområdet.